# Carney Chukwuemeka
Carney Chibueze Chukwuemeka (* 20. Oktober 2003 in Eisenstadt, Österreich) ist ein englischer Fußballspieler auf der Position eines Mittelfeldspielers, er steht als Leihspieler des FC Chelsea bei Borussia Dortmund unter Vertrag.

## Karriere

### Verein
Chukwuemeka kam im März 2016 von der Northampton Town Academy zur Aston Villa Academy. Er unterzeichnete im Juli 2020 seinen ersten Profivertrag bei Villa. Sein Debüt in der A-Mannschaft gab Chukwuemeka am 19. Mai 2021 beim 2:1-Auswärtssieg gegen Tottenham Hotspur, als er kurz vor Spielende für Marvelous Nakamba eingewechselt wurde. Am 24. Mai 2021 gewann er den FA Youth Cup mit Aston Villa.
Chukwuemeka kam am 28. August 2021 beim 1:1-Unentschieden gegen den FC Brentford zu seinem ersten Einsatz in der Startelf der Profimannschaft. Trainer Paul Merson lobte seine Leistung als "herausragend" und fügte hinzu: "Er wird ein absoluter Star sein".
Anfang August 2022 wechselte er zum FC Chelsea und unterschrieb dort einen Sechsjahresvertrag. Sein Debüt für Chelsea in der Premier League gab er am 8. Oktober 2022 bei einem 3:0-Heimspielsieg gegen die Wolverhampton Wanderers. Am 20. August 2023 erzielte er das zwischenzeitliche 1:1 bei einer 1:3-Niederlage gegen West Ham United, was sein erster Treffer in der Premier League war.
Im Februar 2025 wurde ein Wechsel auf Leihbasis zu Borussia Dortmund für die Rückrunde 2024/25 verkündet. Der Leihvertrag enthielt eine Kaufoption.

### Nationalmannschaft
Chukwuemeka wurde als Sohn nigerianischer Eltern in Österreich geboren und wuchs in Northampton auf. Chukwuemeka ist damit für die Nationalmannschaften von England, Nigeria und Österreich spielberechtigt. Nach zwei Einsätzen für die englische U17-Nationalmannschaft gab er am 29. März 2021 beim 2:0-Sieg gegen Wales sein Debüt für die englische U18-Nationalmannschaft.
Er war Teil der englischen U19-Auswahl, die im Sommer 2022 die Europameisterschaft in der Slowakei gewann.

## Erfolge
mit der Aston Villa Jugend
- Sieger des FA Youth Cups: 2020/21

mit der Nationalmannschaft
- Sieger der U-19-Europameisterschaft: 2022